# Hapono-Mecetne, Pokrovske
Hapono-Mecetne (în ucraineană Гапоно-Мечетне) este un sat în așezarea urbană Pokrovske din raionul Pokrovske, regiunea Dnipropetrovsk, Ucraina.

## Demografie
Componența lingvistică a localității Hapono-Mecetne
     Ucraineană (100%)
Conform recensământului din 2001, toată populația localității Hapono-Mecetne era vorbitoare de ucraineană (100%).